# Theley

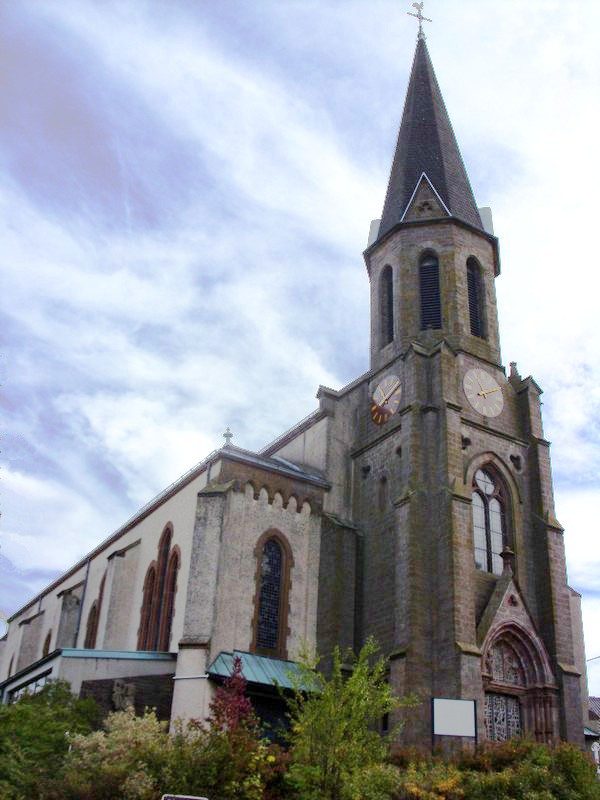
St. Peter Theley

Theley ([ˈtelaɪ], Saarländisch [ˈtelə]) liegt im nördlichen Saarland und ist mit einer Fläche von 16,93 km² und 3266 Einwohnern (Stand: 31. Dezember 2020) der größte Ortsteil der Gemeinde Tholey am Fuße des Schaumberges. 1975 wurde Theley das Prädikat Luftkurort zuerkannt.
Der Bach Theel entspringt auf 403 m ü. NHN einem Quellgebiet in Theley.

## Geschichte
Der Bronzekessel von Theley wurde Mitte des 20. Jahrhunderts in Theley gefunden. Spuren einer Besiedlung reichen bis vor die gallo-römische Zeit zurück.
Im Rahmen der saarländischen Gebiets- und Verwaltungsreform wurde die bis dahin eigenständige Gemeinde Theley einschließlich des Weilers Leitzweiler am 1. Januar 1974 der Gemeinde Tholey zugeordnet.

## Kultur

### Religion
Die meisten Einwohner von Theley gehören der römisch-katholischen Konfession an. Die katholische Kirche ist dem Apostelfürsten Petrus geweiht und somit heißt auch die Pfarrgemeinde St. Peter Theley. Der heutige spätgotische Kirchenbau ist auf dem Fundament einiger Vorgängerkirchen erbaut und 1892 konsekriert worden. In den 1960er-Jahren wurde die Pfarrkirche in den Seitenschiffen erweitert und 1974 mit einer neuen Kirchenorgel ausgestattet. Theley ist seit Anfang der 1980er Jahre Sitz der Pfarrverwaltung für die Seelsorgeeinheit Theley-Sotzweiler-Tholey. Damit ist Theley auch Dienstsitz eines hauptamtlichen Kirchenmusikers.
Aus Theley stammt der Vater von Alfredo Vicente Scherer (1903 – 1996), von 1946 Erzbischof von Porto Alegre in Brasilien, später auch Kardinal.

### Musik
Fünf Chöre, drei Blasmusikorchester und viele leistungsfähige Solisten sorgen in Theley für ein reges kulturelles Leben im Ort. Als Sitz der Pfarrverwaltung und Dienstsitz des hauptamtlichen Kirchenmusikers profitiert Theley von den vielfältigen kirchenmusikalischen Aktivitäten. Als zentraler Schulstandort profitiert Theley auch von den vielfältigen musisch-kulturellen Aktivitäten der Erweiterten Realschule „Schaumberg“ Theley.
- Gesang

Unter dem Mantel der Pfarrgemeinde St. Peter sind ein Kinderchor, ein Jugendchor, der Junge Chor „St. Peter“ Theley und der Kirchenchor St. Peter mit über 100 Sängern aktiv.
Seit 1875 singen Männer in Theley gemeinsam im heutigen „Sängerchor 1875 Theley“.
- Instrumentalmusik

Mit Erwachsenenorchester, Jugendorchester und Musikalischer Früherziehung musizieren beim Musikverein „Concordia“ fast 100 Kinder, Jugendliche und Erwachsene.

### Schauspiel
Der Theaterverein 1931 Theley bietet einmal im Jahr ein Theaterwochenende mit einem in Theleyer Mundart gespielten Volksbühnenstück.

### Karneval
Aus dem losen Zusammenschluss der Karnevalisten der Theleyer Vereinsgemeinschaft bildete sich in den 70er Jahren die Karnevalsgesellschaft Lach Mit Theley. Die Karnevalsgesellschaft Narrekäpp Helau-Mildau fand sich 1999 zusammen, um nach fast 40-jähriger Vakanz den Straßenkarneval in Theley wieder zu etablieren.

## Sport

### Fußball
Hauptträger der sportlichen Aktivitäten in Theley ist der VfB Theley. In diesem Verein sind die Sportarten Fußball, Basketball und Männerturnen in Sparten organisiert. Das Gros der Aktivitäten beschränkt sich allerdings auf das Fußballspiel. Die 1. Herren-Mannschaft spielt in der Saison 2018/19 in der deutschlandweit siebtklassigen Verbandsliga Saar.
Einen besonderen Bekanntheitsgrad erlangte der Fußballverein in den 1960er Jahren, als er als kleinster deutscher Amateurverein Spieler als Vertragsspieler engagiert hatte. Der VfB Theley spielte Anfang der 1970er Jahre in der Regionalliga Südwest, die damals die zweithöchste Spielklasse im deutschen Fußball war. Seit der Saison 2016/17 spielt der VfB Theley in der Verbandsliga Saar (Staffel Nordost).

### Basketball
Jüngster Spross im Theleyer Sportreigen ist die Basketballabteilung des VfB Theley. Sie entstand aus Schülern des Basketballkurses der Volkshochschule Theley e. V. Mittlerweile ist gemeinsam mit Basketballbegeisterten aus der Gemeinde Nohfelden die Spielgemeinschaft „Nordsaar Baskets“ unter Federführung der Theleyer Basketballer gegründet worden.

### Tischtennis
Der TT Schaumberg Theley e. V. existiert unter selbigem Namen seit 2010 als selbstständiger, unabhängiger Tischtennisverein. In der laufenden Saison hat der Verein 4 Herrenmannschaften und 1 Damenmannschaft ins Rennen geschickt. Die 1. Herren-Mannschaft geht in der höchsten saarländischen Spielklasse (Saarlandliga) an den Start. Die Damen spielen in der zweithöchsten saarländischen Klasse (Landesliga). Die übrigen Herrenmannschaften kämpfen auf Kreisebene um Punkte.
Im Jugendbereich entwickelt sich der TT Schaumberg seit einigen Jahren positiv, sodass in dieser Saison 2 Nachwuchs-Mannschaften in unterschiedlichen Altersklassen gemeldet werden konnten (U13 und U15).

### Radsport
Träger der radsportlichen Aktivitäten in Theley ist der Radverein Schaumberg Theley. Kunstradfahren, Mountainbike, Rennrad, Radwandern und die Minibiker sind die Abteilungen des RV Theley.

### Schwimmsport
Mit der Eröffnung der Schwimmhalle Schaumberg, später Panoramabad Schaumberg, Schaumbergbad, jetzt Erlebnisbad Schaumberg etablierte sich eine Gruppe der DLRG in Theley und die der Wasserfreunde Schaumberg. Seitdem gibt es in Theley Schwimmunterricht, Wettkampftraining und Rettungsübungen.

### Schießsport
1983 wurde der Schützenverein „Diana“ Theley von einigen Freunden des Schießsportes gegründet. Erste Schießhalle war die Buswerkstatt des ehemaligen Reiseunternehmens Vignal im Gewerbegebiet am Gießberg. 2008 weihte Diana zum 25-jährigen Bestehen die neue Schießhalle mit Schützenhaus in einer ehemaligen Sandgrube am Rande des Gewerbegebiets Hanacker ein.

## Sehenswürdigkeiten

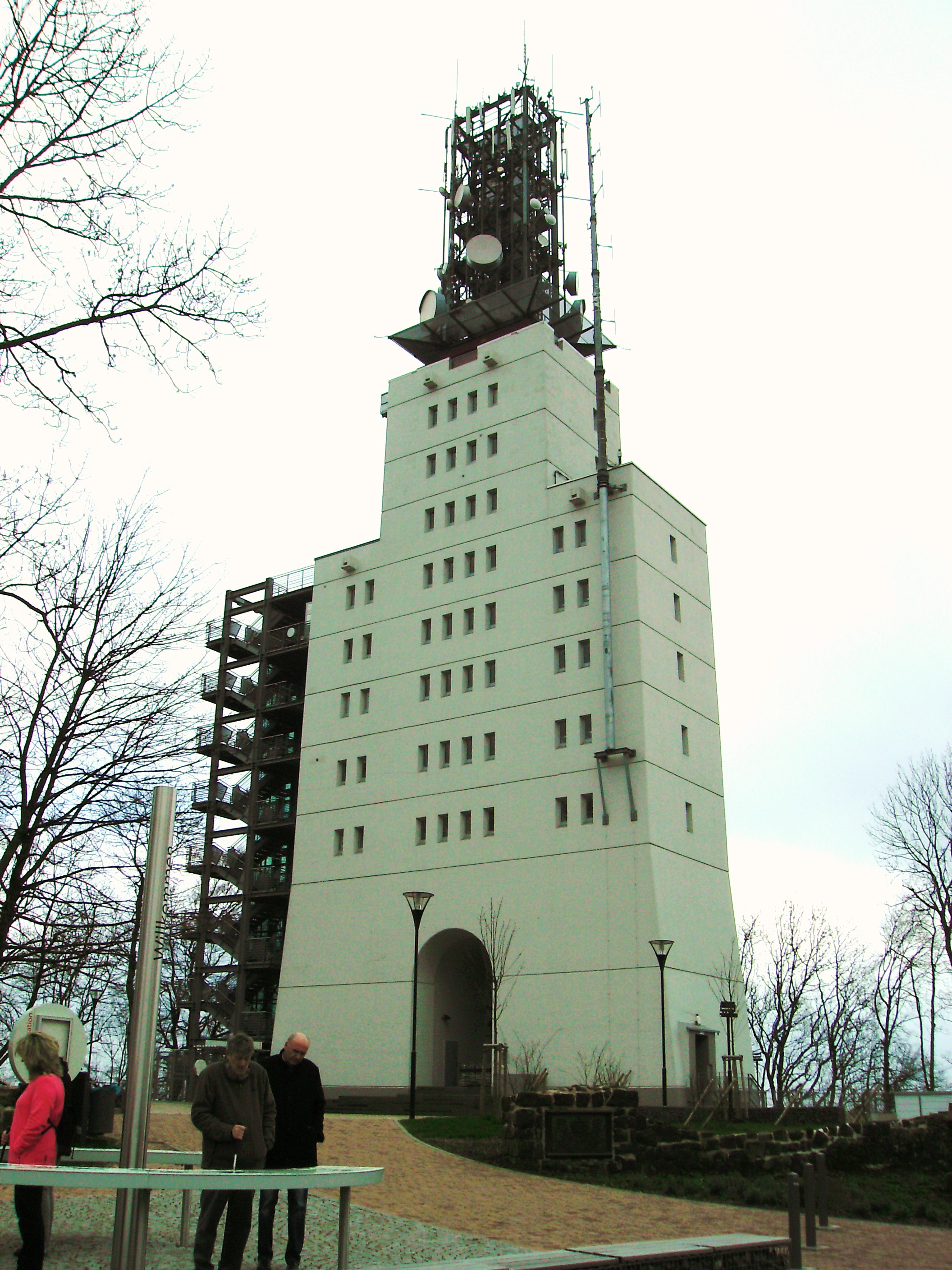
Schaumbergturm nach umfassender Renovierung (2014)

- Hofgut und Landschaftspark Imsbach
- Johann-Adams-Mühle
- Schaumbergturm